# Saddukæer
Saddukæerne var en jødisk sekt der blev grundlagt i 2. århundrede f.Kr., formentligt som et politisk parti. Den var ophørt med at eksistere lige efter 1. århundrede e.Kr.
Navnet saddukæere er muligvis afledt af Zadok, der var ypperstepræst på kong Salomons tid . Gruppen associerede dog selv betegnelsen med den hebraiske ord צַדִּיק, 'retfærdig'. Saddukæerne var en konservativ gruppe der var associeret med præstedømmet i Templet i Jerusalem I modsætning til farisæerne, som påberåbte sig myndighed på grund af deres lærdom og fromhed, baserede saddukæerne deres særstilling på afstamning og status. 
Der findes ingen bevarede tekster fra saddukæerne selv, derfor hersker der megen usikker omkring deres synspunkter og position i det politisk ustabile Iudaea; der er dog kilder der tyder på at de repræsenterede Hasmonæernes klan, der regerede som præstekonger. De blev i lighed med andre af fyrstehusene i Middelhavsregionen påvirket af hellenistiske strømninger, og saddukæerne var formentligt påvirket af stoiske og epikuræiske traditioner.
Ud over at afvise forudbestemmelse nægtede saddukæerne at acceptere læresætninger som ikke direkte var nævnt i Torah, også selv om læren var nævnt et andet sted i Tanakh. Ja, de „anså det for en dyd at debattere“ sådanne sager.  Et eksempel på en sådan debat findes i Mattæusevangeliet, hvor de satte Jesus på prøve med hensyn til opstandelsen. Idet saddukæerne opstillede en tænkt situation hvor en enke havde været gift med syv mænd, spurgte de: „Hvem af de syv skal nu have hende til hustru i opstandelsen?“ I denne sammenhæng var det selvfølgelig uvæsentligt om den tænkte enke havde været gift 14 eller 21 gange. Jesus forklarede: „I opstandelsen gifter mænd sig ikke og kvinder bortgiftes ikke.“ — Mattæus 22,23-30.. Saddukæerne accepterede ikke eksistensen af et liv efter døden, og benægtede derfor også den farisæiske doktrin om en genopstandelse. Netop den forestilling Jesus prædikede.
Da Jesus vidste at saddukæerne ikke accepterede andre inspirerede skribenter end Moses, argumenterede han ved at citere fra Torah. Han sagde: „Med hensyn til at de døde oprejses, har I da ikke læst i Moses’ bog, i beretningen om tornebusken, hvordan Gud sagde til ham: ’Jeg er Abrahams Gud og Isaks Gud og Jakobs Gud’? Han er ikke dødes men levendes Gud.“ Markus 12,26f.

## Forfølgere af Jesus og hans disciple
Saddukæerne troede på statskunst i forholdet til andre nationer, frem for at vente på Messias — hvis de da overhovedet troede på hans komme. I fuld forståelse med Rom skulle de styre templet, og de ønskede ikke at en Messias skulle dukke op og lave om på tingene. Idet de betragtede Jesus som en trussel mod deres position, sammensvor de sig med farisæerne om at slå Jesus ihjel.Mattæus 26,59-66, Johannes 11,45-50
Politisk gjorde meget ud af loyaliteten mod Rom, og råbte: „Vi har ingen anden konge end kejseren.“ (Johannes 19:6, 12-15) Det var ifølge beskrivelsen i Apostlenes gerninger især saddukæerne der førte an i den tidlige forfølgelse af de kristne. (Ap.G. 4,1-23, Ap.G. 5,17-42, Ap.G. 9,14)  Efter ødelæggelsen af templet i år 70 ophørte denne gruppe med at eksistere.